# O tempora, o mores
« O tempora, o mores » est un incipit et une locution latine pouvant être traduite par « Quelle époque ! Quelles mœurs ! »  ou bien par « Ô temps, ô mœurs » ou plus modernement "Ainsi va notre époque, ainsi vont nos moeurs". Elle figure dans plusieurs œuvres de Cicéron, dont le premier discours des quatre Catilinaires dont elle introduit le deuxième paragraphe (voir aussi Contre Verrès 2, 4, 55 ; Sur sa maison, 157 ; Pour le roi Déjotarus, 31).  
Son emploi traduit l'indignation — parfois ironique — de celui qui l'utilise, vis-à-vis des mœurs de son époque. 
« O tempora, o mores !
Senatus haec intellegit, consul videt ; hic tamen vivit. Vivit ? »
— Cicéron, Catilinaires

« Ô temps, ô mœurs !
Le sénat sait ces choses, le consul les a vues et pourtant il vit. Il vit ? »
— Catilinaires

## Parodie
- Dans les albums d'Astérix :
  - Le Bouclier arverne
  - Astérix en Corse
- Dans le film Le Gentleman d'Epsom de Gilles Grangier, sorti en 1962.

- Dans la bande-dessinée Les Petits Desseins d'Achille Talon, p. 34, sous la forme parodique « o tempora, o morasses »[2].

- Ainsi que dans le poème O, Tempora! O, Mores! d'Edgar Allan Poe.